# نيل نوكس
نيل نوكس (بالإنجليزية: Neal Knox)‏ هو صحفي أمريكي، ولد في 20 يونيو 1935 في راش سبرينغز في الولايات المتحدة، وتوفي في 17 يناير 2005 في ماناساس في الولايات المتحدة بسبب سرطان القولون.